# Средний Трёхгорный переулок
Сре́дний Трёхгорный переу́лок — улица в центре Москвы на Пресне между Рочдельской улицей и Большим Предтеченским переулком.

## Происхождение названия
Большой, Средний и Малый Трёхгорные переулки названы в конце XIX века по расположенной вблизи улицы Трехгорный Вал. Первоначально Средний Трёхгорный был известен как 1-й Никольский, или Малый Никольский переулок (Большим Никольским назывался Нововаганьковский переулок), по церкви Николая Чудотворца, что в Новом Ваганькове на Трёх горах.

## Описание
Средний Трёхгорный переулок начинается от Рочдельской улицы и проходит на север параллельно Большому Трёхгорному, затем отклоняется на северо-восток, слева к нему примыкает Николоваганьковский переулок, пересекает Нововаганьковский и заканчивается на Большом Предтеченском.

## Здания и сооружения
По нечётной стороне: 
Дом № 7 — 4-этажный кирпичный жилой дом, построенный в 1957 году по индивидуальному проекту.
По чётной стороне:
Дом 6/20 — дом Верещагиной (деревянный одноэтажный). Построен между 1806 и 1811 гг. В 1980-е гг. дом серьезно пострадал от пожара, после пожара 1998 г. от него остался один каменный фундамент. В 2020-х гг. восстанавливается.